# Nick Bjugstad
Nicholas Jay Bjugstad (* 17. července 1992 Minneapolis) je americký hokejový útočník hrající za tým Utah Hockey Club v severoamerické lize NHL.

## Rodina
Jeho strýc Scott Bjugstad odehrál v nejprestižnější lize světa NHL celkem 326 zápasů za kluby Minnesota North Stars, Pittsburgh Penguins a Los Angeles Kings. Za americkou reprezentaci hrál pouze na Zimních olympijských hrách v roce 1984.

## Hráčská kariéra
Středoškolský hokej hrával za Blaine High v Minnesotě, Blaine hrál ligu USHS. Ve druhé sezóně 2009/10 za klub Blaine High byl zvolen alternativním hráčem. Ještě předtím, než nastupoval za Blaine High, odmítl v létě 2008 pozvánku od USNTDP (anglicky USA Hockey National Team Development Program), pozvánku odmítl kvůli svým spoluhráčům ze střední školy. Po dvou letech strávených na střední škole v Blaine High odešel do University of Minnesota, který hraje v lize NCAA neboli národní vysokoškolské atletické asociace. V létě 2010 byl draftován týmem Florida Panthers v prvním kole z devátého místa. Za své dobré výkony v klubu byl nominován do dvou mistrovství světa juniorů v roce 2011 a 2012. S americkou reprezentací získali ve 2011 bronzové medaile.

## Ocenění a úspěchy
- 2012 NCAA - Druhý Západní All-American Tým
- 2012 WCHA - První All-Star Tým
- 2013 WCHA - All-Academic Tým
- 2013 WCHA - Třetí All-Star Tým

## Prvenství
- Debut v NHL - 6. dubna 2013 (Florida Panthers proti Washington Capitals)
- První gól v NHL - 27. dubna 2013 (Tampa Bay Lightning proti Florida Panthers, švédskému brankáři Anders Lindback)
- První asistence v NHL - 17. října 2013 (Florida Panthers proti Boston Bruins)
- První hattrick v NHL - 6. března 2018 (Tampa Bay Lightning proti Florida Panthers)

## Klubové statistiky
| Sezóna      | Klub                    | Soutěž      |     | Základní část | Základní část | Základní část | Základní část | Základní část |   | Play off | Play off | Play off | Play off | Play off |
| Sezóna      | Klub                    | Soutěž      | Z   | G             | A             | B             | TM            | Z             | G | A        | B        | TM       |          |          |
| 2007/2008   | Blaine High             | USHS        | 24  | 6             | 14            | 20            | 10            | —             | — | —        | —        | —        |          |          |
| 2008/2009   | Blaine High             | USHS        | 25  | 26            | 25            | 51            | 20            | —             | — | —        | —        | —        |          |          |
| 2009/2010   | Blaine High             | USHS        | 25  | 29            | 31            | 60            | 24            | 5             | 6 | 3        | 9        | 2        |          |          |
| 2009/2010   | USNTDP 18               | USDP        | 4   | 0             | 0             | 0             | 0             | —             | — | —        | —        | —        |          |          |
| 2010/2011   | University of Minnesota | WCHA        | 29  | 8             | 12            | 20            | 51            | —             | — | —        | —        | —        |          |          |
| 2011/2012   | University of Minnesota | WCHA        | 40  | 25            | 17            | 42            | 28            | —             | — | —        | —        | —        |          |          |
| 2012/2013   | University of Minnesota | WCHA        | 40  | 21            | 15            | 36            | 28            | —             | — | —        | —        | —        |          |          |
| 2012/2013   | Florida Panthers        | NHL         | 11  | 1             | 0             | 1             | 2             | —             | — | —        | —        | —        |          |          |
| 2013/2014   | Florida Panthers        | NHL         | 76  | 16            | 22            | 38            | 16            | —             | — | —        | —        | —        |          |          |
| 2014/2015   | Florida Panthers        | NHL         | 72  | 24            | 19            | 43            | 38            | —             | — | —        | —        | —        |          |          |
| 2015/2016   | Florida Panthers        | NHL         | 67  | 15            | 19            | 34            | 41            | 5             | 2 | 2        | 4        | 2        |          |          |
| 2016/2017   | Florida Panthers        | NHL         | 54  | 7             | 7             | 14            | 22            | —             | — | —        | —        | —        |          |          |
| 2017/2018   | Florida Panthers        | NHL         | 82  | 19            | 30            | 49            | 41            | —             | — | —        | —        | —        |          |          |
| 2018/2019   | Florida Panthers        | NHL         | 32  | 5             | 7             | 12            | 16            | —             | — | —        | —        | —        |          |          |
| 2018/2019   | Pittsburgh Penguins     | NHL         | 32  | 9             | 5             | 14            | 14            | 4             | 0 | 0        | 0        | 2        |          |          |
| 2019/2020   | Pittsburgh Penguins     | NHL         | 13  | 1             | 1             | 2             | 8             | —             | — | —        | —        | —        |          |          |
| 2020/2021   | Minnesota Wild          | NHL         | 44  | 6             | 11            | 17            | 17            | 6             | 1 | 0        | 1        | 2        |          |          |
| 2021/2022   | Minnesota Wild          | NHL         | 57  | 7             | 6             | 13            | 20            | —             | — | —        | —        | —        |          |          |
| 2022/2023   | Arizona Coyotes         | NHL         | 59  | 13            | 10            | 23            | 26            | —             | — | —        | —        | —        |          |          |
| 2022/2023   | Edmonton Oilers         | NHL         | 19  | 4             | 2             | 6             | 8             | 12            | 3 | 0        | 3        | 16       |          |          |
| 2023/2024   | Arizona Coyotes         | NHL         | 76  | 22            | 23            | 45            | 59            | —             | — | —        | —        | —        |          |          |
| 2024/2025   | Utah Hockey Club        | NHL         | 66  | 8             | 11            | 19            | 16            | —             | — | —        | —        | —        |          |          |
| NHL celkově | NHL celkově             | NHL celkově | 760 | 157           | 173           | 330           | 344           | 27            | 6 | 2        | 8        | 22       |          |          |

## Reprezentace
| Rok                       | Tým                       | Soutěž                    | Z  | G | A  | B  | TM |
| ------------------------- | ------------------------- | ------------------------- | -- | - | -- | -- | -- |
| 2011                      | USA 20                    | MSJ                       | 6  | 2 | 2  | 4  | 0  |
| 2012                      | USA 20                    | MSJ                       | 6  | 4 | 2  | 6  | 0  |
| 2013                      | USA                       | MS                        | 10 | 0 | 2  | 2  | 0  |
| 2017                      | USA                       | MS                        | 8  | 1 | 3  | 4  | 4  |
| Juniorská kariéra celkově | Juniorská kariéra celkově | Juniorská kariéra celkově | 12 | 6 | !4 | 10 | 0  |
| Seniorská kariéra celkově | Seniorská kariéra celkově | Seniorská kariéra celkově | 18 | 1 | 5  | 6  | 4  |